# Aporia larraldei
Aporia larraldei är en fjärilsart som först beskrevs av Charles Oberthür 1876.  Aporia larraldei ingår i släktet Aporia och familjen vitfjärilar. Inga underarter finns listade i Catalogue of Life.